# Championnat du pays de Galles de football 2012-2013
Navigation
2011-2012 2013-2014
La saison 2012-2013 de la Welsh Premier League est la 20e édition de la première division galloise.

## Participants
| \| Aberystwyth · Town Afan Lido Airbus UK Bala Town Bangor City Carmarthen Town GC Quay Llanelli Newtown Port Talbot Town Prestatyn · Town The New · Saints \| Localisation des clubs engagés dans le championnat. |
| Aberystwyth · Town Afan Lido Airbus UK Bala Town Bangor City Carmarthen Town GC Quay Llanelli Newtown Port Talbot Town Prestatyn · Town The New · Saints                                                           |

Légende des couleurs
- Deuxième tour de qualification de la Ligue des Champions 2012-2013
- Premier tour de qualification de la Ligue Europa 2012-2013
- Promu de Cymru Alliance League

| Club                | Dernière montée | Classement 2011-2012 | Entraîneur      | Depuis | Stade            | Capacité théorique |
| ------------------- | --------------- | -------------------- | --------------- | ------ | ---------------- | ------------------ |
| Aberystwyth Town    | 1992            | 8                    | Tomi Morgan     | 2012   | Park Avenue      | 5 500              |
| Afan Lido           | 2011            | 10                   | Paul Reid       | 2012   | Marston Stadium  | 4 200              |
| Airbus UK Broughton | 2004            | 7                    | Andy Preece     | 2012   | The Airfield     | 2 100              |
| Bala Town           | 2009            | 5                    | Colin Caton     | 2003   | Maes Tegid       | 3 000              |
| Bangor City         | 1992            | 2                    | Neville Powell  | 2007   | Nantporth        | 3 000              |
| Carmarthen Town     | 1997            | 11                   | Mark Aizlewood  | 2011   | Richmond Park    | 3 000              |
| Gap Connah's Quay   | 2012            | 1                    | Mark McGregor   | 2009   | Deeside Stadium  | 1 500              |
| Llanelli            | 2005            | 4                    | Bob Jeffrey     | 2009   | Stebonheath Park | 3 700              |
| Newtown             | 1992            | 12                   | Bernard McNally | 2011   | Latham Park      | 5 000              |
| Port Talbot Town    | 2000            | 9                    | Mark Jones      | 2008   | Victoria Road    | 2 500              |
| Prestatyn Town      | 2008            | 6                    | Neil Gibson     | 2007   | Bastion Road     | 2 500              |
| The New Saints      | 1993            | 1                    | Carl Darlington | 2011   | Park Hall        | 2 000              |

## Classement
mise à jour au 6 mai 2013
| Rang | Équipe               | Pts | J  | G  | N  | P  | Bp | Bc | Diff |
| ---- | -------------------- | --- | -- | -- | -- | -- | -- | -- | ---- |
| 1    | The New Saints T     | 76  | 32 | 24 | 4  | 4  | 86 | 22 | +64  |
| 2    | Airbus UK Broughton  | 54  | 32 | 17 | 3  | 12 | 76 | 42 | +34  |
| 3    | Bangor City          | 51  | 32 | 14 | 9  | 9  | 65 | 53 | +12  |
| 4    | Port Talbot Town     | 47  | 32 | 13 | 8  | 11 | 51 | 52 | -1   |
| 5    | Prestatyn Town C     | 40  | 32 | 11 | 7  | 14 | 62 | 79 | -17  |
| 6    | Carmarthen Town      | 37  | 32 | 10 | 7  | 15 | 36 | 50 | -14  |
|      |                      |     |    |    |    |    |    |    |      |
| 7    | Bala Town            | 56  | 32 | 17 | 5  | 10 | 62 | 41 | +21  |
| 8    | Gap Connah's Quay P  | 40  | 32 | 12 | 5  | 15 | 62 | 69 | -7   |
| 9    | Newtown Association  | 37  | 32 | 10 | 7  | 15 | 44 | 54 | -10  |
| 10   | Aberystwyth Town     | 37  | 32 | 9  | 10 | 13 | 40 | 59 | -19  |
| 11   | Llanelli Association | 36  | 32 | 10 | 6  | 16 | 41 | 68 | -27  |
| 12   | Afan Lido            | 24  | 32 | 8  | 3  | 21 | 43 | 79 | -36  |

Qualifications européennes
Ligue des Champions 2013-2014
- 1er : 2e tour de qualification

Ligue Europa 2013-2014
- WC, 2e et PO : 1er tour de qualification
- 3e à 7e : playoffs de qualification au 1er tour de qualification

Relégation
- 11e et 12e : relégué en Cymru Alliance et/ou en Ligue de football du pays de Galles

Abréviations
T : Tenant du titre

P : Promus de Cymru Alliance-Welsh Football League

PO : Vainqueur des playsoffs

C : Vainqueur de la Welsh Cup 2012-2013

## Playoffs
Les cinq équipes les mieux classées et n'ayant pas encore leur ticket pour un coupe d'Europe la saison prochaine par le biais de la coupe du pays de Galles ou les deux premières places du championnat s'affrontent dans des playoffs ayant pour but d'attribuer la dernière place pour la Ligue Europa.
Les deux équipes les moins bien classées s'affrontent lors d'un quart de finale dont le vainqueur rejoint les trois autres équipes pour une phase finale de coupe se jouant sur un seul match, aussi bien pour les demi-finales que pour la finale.

### Quart de finale
|  | Bala Town | 1 - 0   | Gap Connah's Quay |  |
|  |           | (0 - 0) |                   |  |

### Demi finales
|  | Bangor City | 2 - 4   | Bala Town |  |
|  |             | (0 - 3) |           |  |

|  | Port Talbot Town | 1 - 0   | Carmarthen Town |  |
|  |                  | (0 - 0) |                 |  |

### Finale
|  | Port Talbot Town | 0 - 1   | Bala Town |  |
|  |                  | (0 - 0) |           |  |

## Distinctions
| Mois                | Joueur       | Club              | Source |
| ------------------- | ------------ | ----------------- | ------ |
| Août-septembre 2012 | Jason Price  | Prestatyn Town    |        |
| Octobre 2012        | Matthew Rees | Carmarthen Town   |        |
| Novembre 2012       | Rhys Healey  | Gap Connah's Quay |        |
| Décembre 2012       |              |                   |        |
| Janvier 2013        |              |                   |        |
| Février 2013        |              |                   |        |
| Mars 2013           |              |                   |        |
| Avril 2013          |              |                   |        |

| Mois                | Entraîneur     | Club                | Source |
| ------------------- | -------------- | ------------------- | ------ |
| Août-septembre 2012 | Nel Gibson     | Prestatyn Town      |        |
| Octobre 2012        | Andy Preece    | Airbus UK Broughton |        |
| Novembre 2012       | Mark Aizlewood | Carmarthen Town     |        |
| Décembre 2012       |                |                     |        |
| Janvier 2013        |                |                     |        |
| Février 2013        |                |                     |        |
| Mars 2013           |                |                     |        |
| Avril 2013          |                |                     |        |